# Јернеј Шугман
Јернеј Шугман (Љубљана, СФРЈ, 23. децембар 1968 – 10. децембар 2017, Подљубељ, Словенија) је био познати словеначки глумац и члан театра (љубљанска Драма). Јернеј Шугман је био један од бољих и познатијих играча тако у позоришту (где је водио главне улоге) као и на малим екранима.

## Биографија
Долази из познате глумачке породице од оца Златка Шугмана и маме Маје Шугман. Са женом Андрејом Шугман је имао двоје деце, кћер Софију и сина Јашу. Добитник је Прешернове награде (1997) и Борштниковог прстана.
Умро је због срчаног удара за време скијања на Подљубељу у Словенији. Сахрањен је уз војне почасти 15. децембра 2017. на љубљанском гробљу Жале.